# Bourdeaux
Bourdeaux ist eine französische Gemeinde im Département Drôme in der Region Auvergne-Rhône-Alpes. Die Einwohner der Gemeinde werden Bourdelois genannt.

## Geografie
Bourdeaux liegt etwa 25 km östlich von Montélimar. Das 23,11 km² große Gemeindegebiet wird vom Fluss Roubion durchquert. Es umfasst Landwirtschafts- und Waldflächen. Die Hauptsiedlung hat einen Dorfkern aus dem 15. Jahrhundert. Es gehören auch einige kleinere Gehöfte und Weiler zu Bourdeaux.

## Bevölkerung
Mit 682 Einwohnern (Stand 1. Januar 2022) gehört Bourdeaux eher zu den kleineren Gemeinden im Département Drôme. 1962 hatte die Gemeinde noch 613 Einwohner, danach sank die Zahl in den 1960er und 1970er Jahren bis auf 536 im Jahre 1975. In den letzten 30 Jahren wurden nur noch geringe Schwankungen verzeichnet.

### Einwohnerentwicklung
| Jahr                       | 1962 | 1968 | 1975 | 1982 | 1990 | 1999 | 2007 | 2016 |
| Einwohner                  | 613  | 550  | 536  | 578  | 562  | 563  | 611  | 639  |
| Quellen: Cassini und INSEE |      |      |      |      |      |      |      |      |

## Sehenswürdigkeiten
- Kirche Notre Dame aus dem 13. Jahrhundert
- Adelssitz aus dem 15. Jahrhundert
- Château des comtes de Poitiers (Schloss der Grafen von Poitiers) aus dem 12. Jahrhundert
- Château des évêques de Die (Burg der Bischöfe) aus dem 16. Jahrhundert
- Stadtbefestigung